# 粤语动画
粵語配音動畫，是使用粵語（廣州話）配音的動畫。目前大部份的日本及歐美外購動畫，粵語配音是由香港無綫電視、香港電視娛樂、HOY TV外購並作後期製作，現時香港的收費電視台亦有製作粵語動畫。包括有線電視，Animax，Now TV等等。此外港版動畫DVD有時出版商也會請自由身配音員來配粵語版本。

## 出現時間

### 香港
香港於40年代已經從迪士尼引入數部動畫電影，並使用粵語配音上映，以至麗的映聲1957年啟播後於1966年開始播出首部粵語配音的日本首部黑白電視動畫《小飛俠阿童木》（當時譯名：小飛俠），之後無綫電視及其他電視台啟播後也開始播出粵語動畫。

### 澳門
澳門於40年代已經從迪士尼引入數部動畫電影上映，並使用香港的粵語配音上映，其後澳廣視亦於1984年啟播後購入了少量的中國動畫及美國動畫作粵語配音，而近年購入的中國動畫數量有所增加。

### 廣東
在80年代末，廣東電視台对小部分从国家买入的美國動畫作配音，由于當時廣東省會广州以北地区仍无法收到香港电视，当时也受到广东小朋友的喜爱。但後來大陸廣東省可以全面接收香港電視台，令廣東電視台很少再為動畫配音。

## 途逕
要觀賞粵語動畫，可以通過收看翡翠台（現時包括其他所屬免費與收費頻道）、ViuTV、HOY TV、購買正版VCD/DVD/BD、ANIMAX香港台、香港有線兒童台，也可以購買翻版，現時更多人主要使用网络平台觀看。

## 觀衆
粵語動畫的觀眾人群主要分佈在香港、澳門及廣東省、廣西梧州市、廣西海邊一帶，也包括在外國的粵語使用人群。有些在大陸不諳粵語的觀眾也會收看，原因是有些人認為大陸配音質素參差，但不習慣聽原聲，轉而看粵語動畫。